# 西佐土原駅
西佐土原駅（にしさどわらえき）は、かつて宮崎県宮崎郡佐土原町（現・宮崎市）大字上田島に設置されていた、日本国有鉄道（国鉄）妻線の駅（廃駅）である。
妻線の廃止に伴い、1984年（昭和59年）12月1日に廃駅となった。

## 歴史
(旧)佐土原町中心部に近く、開業当初は佐土原駅を称した。(旧)佐土原町と広瀬町が1958年（昭和33年）に合併して(新)佐土原町が発足後、町内にあり幹線である日豊本線が通る広瀬駅へ名称を譲り、当駅は西佐土原駅と改称された。

### 年表
- 1914年（大正3年）4月26日：宮崎県営鉄道の佐土原駅（初代）として開業[1]。一般駅[1]。
- 1917年（大正6年）9月21日：宮崎県営鉄道が国有化され、鉄道院妻軽便線（→妻線）の駅となる[1]。
- 1962年（昭和37年）9月20日：貨物の取り扱いを廃止[1]。
- 1965年（昭和40年）6月1日：西佐土原駅に改称[1]。
- 1984年（昭和59年）
  - 2月1日：荷物の取り扱いを廃止[1]。
  - 12月1日：妻線の全線廃止に伴い、廃駅となる[1]。

## 駅構造
駅廃止時は、1面1線の単式ホームと線路を有する委託駅であった。

## 隣の駅
日本国有鉄道
妻線
佐土原駅 - 西佐土原駅 - 黒生野駅
佐土原駅（旧・広瀬駅（2代））と当駅（旧・佐土原駅（初代））の間には、福島町駅（1920年（大正9年）廃止）が存在していた。

## 駅周辺
佐土原城跡と、城下町である佐土原の市街地が近い。